# Kompanj
Kompanj is een plaats in de gemeente Buzet in de Kroatische provincie Istrië. De plaats telt 36 inwoners (2001).